# Batalla d'Adrianòpolis (vers 1226)
La batalla d'Adrianòpolis lliurada vers 1226 fou un combat entre romans d'Orient.
Joan III Ducas Vatatzes va derrotar els dos germans del seu sogre Teodor I Làscaris, Manuel i Miquel Làscaris, i es va proclamar emperador de Nícea el 1222, i després va derrotar els llatins i es va apoderar de la major part d'Àsia Menor el 1225. Poc abans Teodor I Àngel-Comnè es va proclamar també emperador a l'Epir (coronat el 1224 pel bisbe d'Ocrida) i Joan III va enviar tropes a combatre'l que van acabar derrotades a la batalla d'Adrianòpolis, probablement el 1226.